# Ann-Mari Lindberger
Ann-Mari Lindberger, först känd under flicknamnet Ann-Mari Brising, född 30 december 1911 i Oscars församling i Stockholm, död 2 februari 1997 i Bromma församling i Stockholm, var en svensk översättare.
Ann-Mari Lindberger var dotter till konsthistorikern Harald Brising och Louise Welhaven, som senare gifte om sig med John Landquist. Under 1930-talet översatte hon en handfull böcker under namnet Ann-Mari Brising och fortsatte sedan under namnet Ann-Marie Lindberger. Bland författare hon översatte märks Magnhild Haalke och Cora Sandel. Hon var också verksam som konstnär och laboratoriebiträde.
Hon var 1939–1956 gift med litteraturvetaren Örjan Lindberger (1912–2005). De fick en dotter Gerda (född 1940) som blev lärare och gift med sjukhusfysikern Lars Johansson samt mor till journalisten Ola Brising. Lindberger är begravd på Bromma kyrkogård.